# Stromatothecia
Stromatothecia is een monotypisch geslacht van korstmossen dat behoort tot de familie Odontotremataceae van de ascomyceten. Het bevat alleen de soort Stromatothecia nothofagi.